# Landkreis Ostvorpommern
Landkreis Ostvorpommern – były powiat we wschodniej części kraju związkowego Meklemburgia-Pomorze Przednie w Niemczech ze stolicą w Anklam, leżący nad Bałtykiem. Graniczył z powiatami: Uecker-Randow, Mecklenburg-Strelitz, Demmin i Nordvorpommern. Hanzeatyckie miasto na prawach powiatu Greifswald u ujścia rzeki Ryck do Zatoki Greifswaldzkiej tworzyło enklawę wewnątrz powiatu.
Do powiatu należała niemiecka część wyspy Uznam (niem. Usedom) o powierzchni 373 km² (pozostałe 72 km² należy do polskiego powiatu grodzkiego Świnoujście) oddzielona od stałego lądu cieśniną Peenestrom (pol. Piana), nad którą leżą miejscowości Wolgast i Peenemünde. Główną rzeką regionu była płynąca równoleżnikowo Peene (pol. Piana) uchodząca do Zalewu Szczecińskiego poniżej miasta Anklam.
W wyniku reformy administracyjnej Meklemburgii-Pomorza Przedniego powiat został włączony 4 września 2011 do nowo utworzonego Landkreis Vorpommern-Greifswald.

## Podział administracyjny
W skład powiatu wchodziły:
- dwie gminy (niem. amtsfreie Gemeinde)
- siedem związków gmin (niem. Amt)

Gminy:
| Lp. | Nazwa gminy | Ludność (31.12.2008) | Powierzchnia km² |
| --- | ----------- | -------------------- | ---------------- |
| 1   | Anklam      | 13.537               | 56,57            |
| 2   | Heringsdorf | 9.443                | 37,46            |

Związki gmin:
| Lp. | Nazwa związku     | Ludność (31.12.2008) | Powierzchnia km² | Liczba gmin |
| --- | ----------------- | -------------------- | ---------------- | ----------- |
| 1   | Amt Am Peenestrom | 17.269               | 181,11           | 8           |
| 2   | Amt Anklam-Land   | 11.804               | 556,82           | 23          |
| 3   | Amt Landhagen     | 10.317               | 208,03           | 10          |
| 4   | Amt Lubmin        | 10.972               | 201,42           | 10          |
| 5   | Amt Usedom-Nord   | 8.961                | 60,76            | 5           |
| 6   | Amt Usedom-Süd    | 11.672               | 233,43           | 15          |
| 7   | Amt Züssow        | 13.014               | 390,02           | 15          |